# Zalom, Hust
Zalom (în ucraineană Залом) este un sat în comuna Koșelovo din raionul Hust, regiunea Transcarpatia, Ucraina.

## Demografie
Componența lingvistică a localității Zalom
     Ucraineană (99,35%)
     Alte limbi (0,64%)
Conform recensământului din 2001, majoritatea populației localității Zalom era vorbitoare de ucraineană (99,35%), existând în minoritate și vorbitori de alte limbi.